# دورماگن
شهر دورماگن در ایالت نوردراین-وستفالن در کشور آلمان واقع شده است.